# Calvin Jong-a-Pin
Calvin Jong-a-Pin (sinh ngày 18 tháng 7 năm 1986) là một cầu thủ bóng đá người Hà Lan.

## Đội tuyển bóng đá quốc gia Hà Lan
Calvin Jong-a-Pin được triệu tập vào đội tuyển bóng đá quốc gia Úc tham dự Thế vận hội Mùa hè 2008.